# Bernd Meyer (Politiker)
Bernd Meyer (* 18. Mai 1946 in Bremen) ist ein ehemaliger deutscher Lehrer, Wohnungswirtschaftfunktionär und Politiker (SPD). Er war unter anderem  Senator für Bauwesen (ab 1979) und Innensenator (ab 1987) in Bremen.

## Biografie

### Ausbildung und Beruf
Nach dem Abitur am Gymnasium arbeitete Meyer 1965/66 zunächst als Polizeibeamter. Anschließend absolvierte er von 1967 bis 1969 ein Hochschulstudium an der Pädagogischen Hochschule Bremen. Er war von 1969 bis 1971 als Lehrer im bremischen und von 1971 bis 1979 im niedersächsischen Schuldienst tätig. In den Jahren 1991 bis 2013  war er Verbandsdirektor des Verbandes der Wohnungswirtschaft Niedersachsen-Bremen. 1999/2000 war er zudem Verbandsdirektor des Verbandes der Wohnungswirtschaft Rheinland-Westfalen.

### Politik
Meyer war in den Jahren 1971 bis 1979 sowie von 1988 bis 1989 für die SPD Mitglied der Bremischen Bürgerschaft. Er wurde am 7. November 1979 als Bausenator in den von Bürgermeister Hans Koschnick geführten Senat der Freien Hansestadt Bremen berufen, gehörte auch der von Bürgermeister Klaus Wedemeier geleiteten Folgeregierung an und wechselte am 15. Oktober 1987 an die Spitze des Innenressorts. Nach mehreren polizeilichen Fehlern beim Gladbecker Geiseldrama übernahm er die Verantwortung und trat am 20. November 1988 vom Amt des Innensenators zurück.